# Killing Bites
Killing Bites (キリングバイツ Kiringu Baitsu?) es una serie de manga japonesa escrita por Shinya Murata e ilustrada por Kazasa Sumita. Ha sido serializado desde noviembre de 2013 en la revista manga de Shōgakukan Monthly Hero's. Ha sido recolectado en dieciséis volúmenes de tankōbon. Una adaptación de anime producido por Liden Films, se estrenó el 13 de enero de 2018 en el bloque Animeism en MBS.

## Sinopsis
Un estudiante universitario mediocre, Yūya Nomoto, se encuentra con una misteriosa chica llamada Hitomi Uzaki, después de que un día un grupo de hombres le piden que los ayude a recoger chicas. Hitomi los mata a todos excepto a Yūya, quien se sorprende al verla transformarse en una bestia y luchar contra un hombre con forma de león en una instalación de desechos abandonada. Estas extrañas personas son "Brutes", luchadores que han sido creados a través de la manipulación genética para combinar los cerebros de los humanos y los poderes de los animales, mientras poderosas empresas apuestan al resultado de sus duelos en torneos llamados "Killing Bites". Hitomi es una híbrida de tejón de miel, que ha sido llamada la más intrépida de todos los animales y que está asignada a quedarse y proteger a Yūya.

## Personajes
Hitomi Uzaki (宇崎 瞳 Uzaki Hitomi?)
 Seiyū: Sora Amamiya
Una chica de cabello blanco que es un híbrido de Tejón de la miel. Lo cual significa que no siente miedo incluso cuando se enfrenta a oponentes mucho más grandes, más fuertes y más rápidos que ella en combates a muerte. Su estrategia de lucha generalmente consiste en insultar a sus oponentes para que la ataquen a ella primero y luego contraatacar con cortes letales y rápidos. Ella está obviamente enamorada de su tutor, Reīchi Shido, quedando enamorada en su presencia e inmediatamente siguiendo cualquier orden que él le dé. Ella trata a todos menos a Reichi con leve desprecio e indiferencia, olvidando con frecuencia los nombres de las personas, incluso si son oponentes con los que ha luchado en el pasado, como Leo. Después del torneo Killing Bites, Shido le ordena que asesine a Nomoto, para gran resistencia de ella.
Yūya Nomoto (野本 裕也瞳 Nomoto Yūya?)
 Seiyū: Wataru Hatano
Un estudiante universitario de segundo año que varios compañeros de clase obligaron a participar en un complot para secuestrar a Hitomi. Después de este incidente, el tutor de Hitomi, Reīchi Shido, lo obliga a permitir que Hitomi viva con él como su guardaespaldas. A cambio, Yūya debe actuar como patrocinador financiero de Hitomi para permitirle participar en combates a muerte contra híbridos pertenecientes a los cuatro Zaibatsu. Después de las batallas, Hitomi intenta asesinarlo, pero sobrevive. Al enterarse de que está oficialmente muerto, él se refugia entre los híbridos y planea su venganza contra Shido y Zaibatsu. Después del salto temporal de la serie, se convierte en un híbrido de cuervo y comienza a conspirar para vengarse de quienes lo traicionaron, demostrando una personalidad más madura y resuelta. Sin embargo, sus sentimientos hacia Hitomi son los mismos que antes y, aunque comprende que él, Inui y Kuroi tendrán que enfrentarse a ella algún día, todavía espera que ella sobreviva y se libere de la influencia de Shido.
Eruza Nakanishi (中西 獲座 Nakanishi Eruza?)
 Seiyū: Maaya Uchida
Ella es un híbrido de guepardo que se especializa en ataques de velocidad. Es la hermana menor de Taiga y representa a Yatsubishi Zaibatsu junto a su hermano mayor. Ella pierde el combate final del primer Destroyal contra Ui de una manera muy inesperada, y desde entonces su principal propósito es vengarse de ella por haber sido humillada en esa ocasión.
Ui Inaba (稲葉 初 Inaba Ui?)
 Seiyū: Sumire Uesaka
Es un híbrido de Conejo que nunca ha ganado una pelea y prefiere huir del peligro. Después de la destrucción, se vuelve mundialmente conocida como el híbrido más fuerte jamás visto, y uno de los miembros más respetados de las luchas clandestinas y no reconocidas de Killing Bites. Sin embargo, por la misma razón, también se convierte en un títere para la élite que controla la comunidad de los nuevos híbridos, que pueden obligarla a hacer lo que quieran para que no se revele públicamente su secreto sobre cómo ganó el torneo Destroyal.

## Contenido de la obra

### Manga
| N.º | Fecha de lanzamiento    | ISBN                   |
| --- | ----------------------- | ---------------------- |
| 1   | 5 de septiembre de 2014 | ISBN 978-4-8646-8379-1 |
| 2   | 4 de octubre de 2014    | ISBN 978-4-8646-8383-8 |
| 3   | 5 de marzo de 2015      | ISBN 978-4-8646-8402-6 |
| 4   | 5 de septiembre de 2015 | ISBN 978-4-8646-8431-6 |
| 5   | 5 de marzo de 2016      | ISBN 978-4-8646-8452-1 |
| 6   | 5 de septiembre de 2016 | ISBN 978-4-8646-8472-9 |
| 7   | 4 de marzo de 2017      | ISBN 978-4-8646-8493-4 |
| 8   | 5 de octubre de 2017    | ISBN 978-4-8646-8521-4 |
| 9   | 25 de enero de 2018     | ISBN 978-4-8646-8535-1 |
| 10  | 5 de marzo de 2018      | ISBN 978-4-8646-8545-0 |
| 11  | 4 de agosto de 2018     | ISBN 978-4-8646-8582-5 |
| 12  | 29 de diciembre de 2018 | ISBN 978-4-8646-8608-2 |
| 13  | 5 de junio de 2019      | ISBN 978-4-86468-650-1 |
| 14  | 5 de septiembre de 2019 | ISBN 978-4-86468-668-6 |
| 15  | 5 de marzo de 2020      | ISBN 978-4-86468-705-8 |
| 16  | 5 de agosto de 2020     | ISBN 978-4-86468-736-2 |

### Anime
Una adaptación al anime fue llevada a cabo por el estudio Liden Films, en el bloque Animeism del canal MBS. La serie, compuesta por 12 episodios, se estrenó el 18 de enero de 2018 y finalizó el 31 de marzo del mismo año. El tema de apertura se llama "Killing Bites" y es interpretado por fripSide, mientras que el tema de cierre es "Kedamono Damono" y su intérprete es Kitsunetsuki. Amazon Video es el encargado de transmitir los capítulos a nivel mundial. Serán lanzados cuatro Blu-ray del anime entre el 28 de marzo de 2018 y el 26 de junio de 2018. Cada disco contará con tres capítulos, sumando un total de 12 episodios.